# Егремон (Аут-Марне)
Егремон (фр. Aigremont) насеље је и општина у североисточној Француској у региону Шампањ-Арден, у департману Горња Марна која припада префектури Лангр.
По подацима из 2006. године у општини је живело 23 становника, а густина насељености је износила 3 становника/km². Општина се простире на површини од 4,87 km². Налази се на средњој надморској висини од 430 метара.

## Демографија
| 1962. | 1968. | 1975. | 1982. | 1990. | 1999. | 2011. |
| ----- | ----- | ----- | ----- | ----- | ----- | ----- |
| 42    | 44    | 31    | 23    | 19    | 18    | 23    |

График промене броја становника у току последњих година